# Dead Mail
Dead Mail ist ein Horror-Mystery-Thriller von Kyle McConaghy und Joe DeBoer. Der Film mit Sterling Macer Jr. und John Fleck in den Hauptrollen feierte im März 2024 beim South by Southwest Film Festival seine Premiere. Im April 2025 wurde Dead Mail in das Programm von Shudder aufgenommen.

## Handlung
Ann und Bess arbeiten im Postamt von Peoria und sind mit der Aufgabe betraut, unleserliche Adressen auf Briefen und Paketen zu entziffern. In einem Umschlag finden sie eine Halskette. Sie bringen den Brief zu Jasper, ihrem Experten bei dieser Arbeit. Er soll herausfinden, an wen der Brief gerichtet ist. Jasper ruft seinen Freund Renée an, einen Computer-Hacker, der es schafft, die Auswahl auf eine Handvoll Namen zu reduzieren. Am nächsten Tag kommt ein Mann in das Postamt und tötet Jasper.
Auf einer Konferenz machen der Synthesizer-Ingenieur Josh und der von der Technik der 1980er Jahre begeisterte Musikfan Trent Bekanntschaft. Trent schlägt Josh vor, ihm bei der Entwicklung eines neuen Instruments finanziell unter die Arme zu greifen. Nach einem vielversprechenden Beginn ihrer Partnerschaft, fühlt sich Trent von Josh verraten, als dieser den Prototyp an eine japanische Firma verkauft. Er schlägt Josh bewusstlos und zwingt ihn in seinem Keller dazu, weiter an dem Instrument zu arbeiten.

## Produktion

### Regie und Drehbuch
Regie führten Kyle McConaghy und Joe DeBoer, die gemeinsam auch das Drehbuch schrieben. Es handelt sich bei Dead Mail um ihren zweiten gemeinsamen Spielfilm nach dem Thriller BAB von 2020. McConaghy und DeBoer kennen sich seit der sechsten Klasse und nutzten für den Film den „authentischen Mittleren Westen“, in dem sie beide aufgewachsen sind, als Inspiration. Filme wie Francis Ford Coppolas Klassiker Der Dialog aus dem Jahr 1974 inspirierten sie für die Noir-Handlung.

### Besetzung und Dreharbeiten
Starling Macer Jr. spielt den Keyboard-Experten Josh und John Fleck den Antagonisten und seinen Peiniger Trent Wittington, den dieser bei einer Synthesizer-Konferenz kennenlernt und der ihn für die Entwicklung seines perfekten Keyboards braucht. Micki Jackson und Susan Priver sind in den Rollen von Ann und Bess zu sehen, die in dem Postamt in Peoria versuchen, unleserliche Adressen zu entziffern. Tomas Boykin spielt Jasper, ihren Experten im Dechiffrieren, und Nick Heyman dessen Freund Renée. In weiteren Rollen sind Sean Heyman, Aaron Phifer, Michael Cambridge und Micah Fitzgerald zu sehen. McConaghy besetzte Macer Jr., Phifer und beide Heymans auch für seinen nächsten Film, den Thriller Sheeps Clothing, der im März 2024 als Video-on-Demand veröffentlicht wurde.
Kyle McConaghy betätigte sich bei Dead Mail auch als Kameramann und übernahm zudem den Schnitt des Films. „Das Wichtigste war, Orte zu finden, die sich richtig anfühlten, und Requisiten, von denen wir wussten, dass sie authentisch für die damalige Zeit waren“, so McConaghy.

### Filmmusik und Veröffentlichung
Ein Großteil der verwendeten Musik, in erster Linie Synthesizer-Klänge, stammt von Wendy Carlos, die als eine der bedeutendsten Pionierinnen der Elektronischen Musik gilt, und von der schottischen Komponistin Janet Beat.
Die Premiere von Dead Mail erfolgte am 9. März 2024 beim South by Southwest Film Festival. Anfang April 2024 wurde Dead Mail beim Overlook Film Festival gezeigt. Im September 2024 wurde der Film beim Toronto International Film Festival und beim Slash Filmfestival und im Oktober 2024 beim Sitges Film Festival vorgestellt. Im November 2024 wurde Dead Mail beim Denver Film Festival und beim Internationalen Filmfestival Mannheim-Heidelberg gezeigt.  Im April 2025 wurde der Film beim Lichter Filmfest vorgestellt. Am 18. April 2025 wurde er in den USA in das Programm von Shudder aufgenommen.

## Rezeption

### Kritiken
Von den bei Rotten Tomatoes aufgeführten Kritiken sind 93 Prozent positiv.
Ursula Rathensteiner schreibt in ihrer Kritik für uncut.at, das Regieduo Joe DeBoer und Kyle McConaghy lege viel Wert auf die Hintergrundgeschichte des Bösewichtes und die vielen konträren Seiten des unscheinbaren Trent, der ein Psychopath, umsichtig, unberechenbar, perfide und leidenschaftlich sei und sein Ziel immer vor Augen habe. John Fleck gehe in seiner Rolle auf, sei nach außen der nette Typ von nebenan, innerlich ein Getriebener mit Wünschen und vor allem Ängsten und in manchen Szenen gar eine Mischung aus beiden. Dead Mail funktioniere als zum Großteil unterhaltsames Psychogramm eines fanatischen Synthie-Liebhabers, weniger als typische Horror- oder Krimikost. Tempo und Anordnung der Geschichte in Dead Mail würden nicht durchgängig eine Balance zwischen Spannung und reinem Fokus auf Skurrilität schaffen.

### Auszeichnungen
Brooklyn Horror Film Festival 2024
- Auszeichnung als Bester Film in der Sektion Head Trip
- Auszeichnung mit dem Ensemble Award[19]

Slash Filmfestival 2024
- Nominierung für die Goldene Urne[20]